# Arctia virginalis
Arctia virginalis là một loài bướm đêm thuộc phân họ Arctiinae, họ Erebidae.